# Muskeljudentum

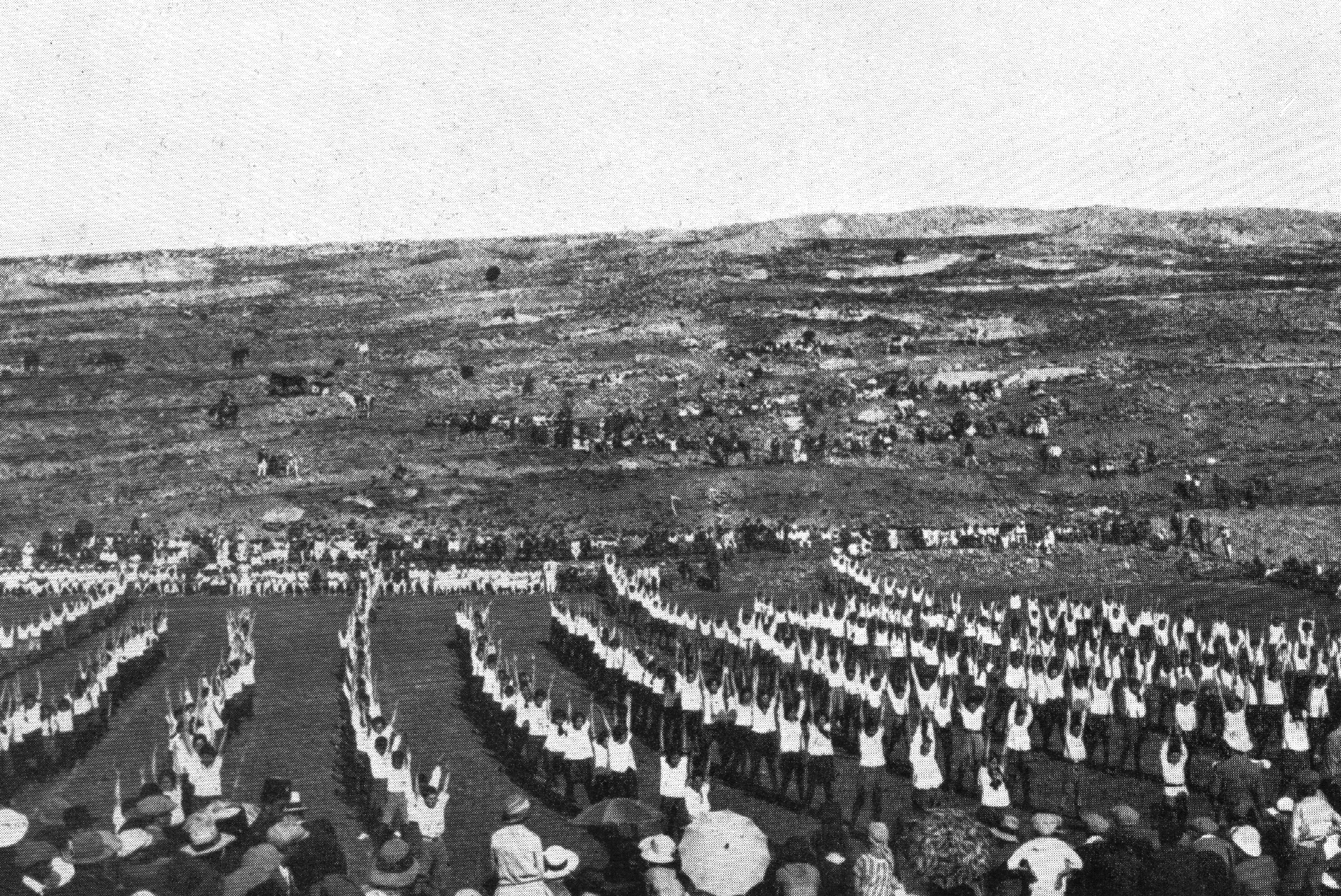
Turnen in Beit HaKerem, Jerusalem, 1925

Muskeljudentum ist ein von Max Nordau geprägter Begriff. In seiner Rede auf dem Zweiten Zionistenkongress in Basel am 28. August 1898 sprach er von der Notwendigkeit, den „alten Juden“ abzulehnen und den „neuen Juden“ zu entwerfen. Der „neue Jude“ soll über geistige und körperliche Kraft verfügen, um die Ziele des Zionismus zu verfolgen.
Nordau sah das Muskeljudentum als Antwort auf die „Judennot“.

## Geschichte
Muskeljudentum bezieht sich auf die Kultivierung geistiger und körperlicher Stärke, Beweglichkeit und Disziplin, mit dem Ziel, diese Eigenschaften für die nationale Wiederbelebung des jüdischen Volkes einzusetzen.
Die Eigenschaften der muskulösen Juden sollten Stereotypen entgegenwirken, vor allem der Wahrnehmung von Juden als Gelehrte und Intellektuelle mit körperlichen Schwächen. Diese Darstellungen des Judentums prägte die antisemitische Literatur, fand aber auch eine gewisse Verbreitung in der Literatur der Haskala.

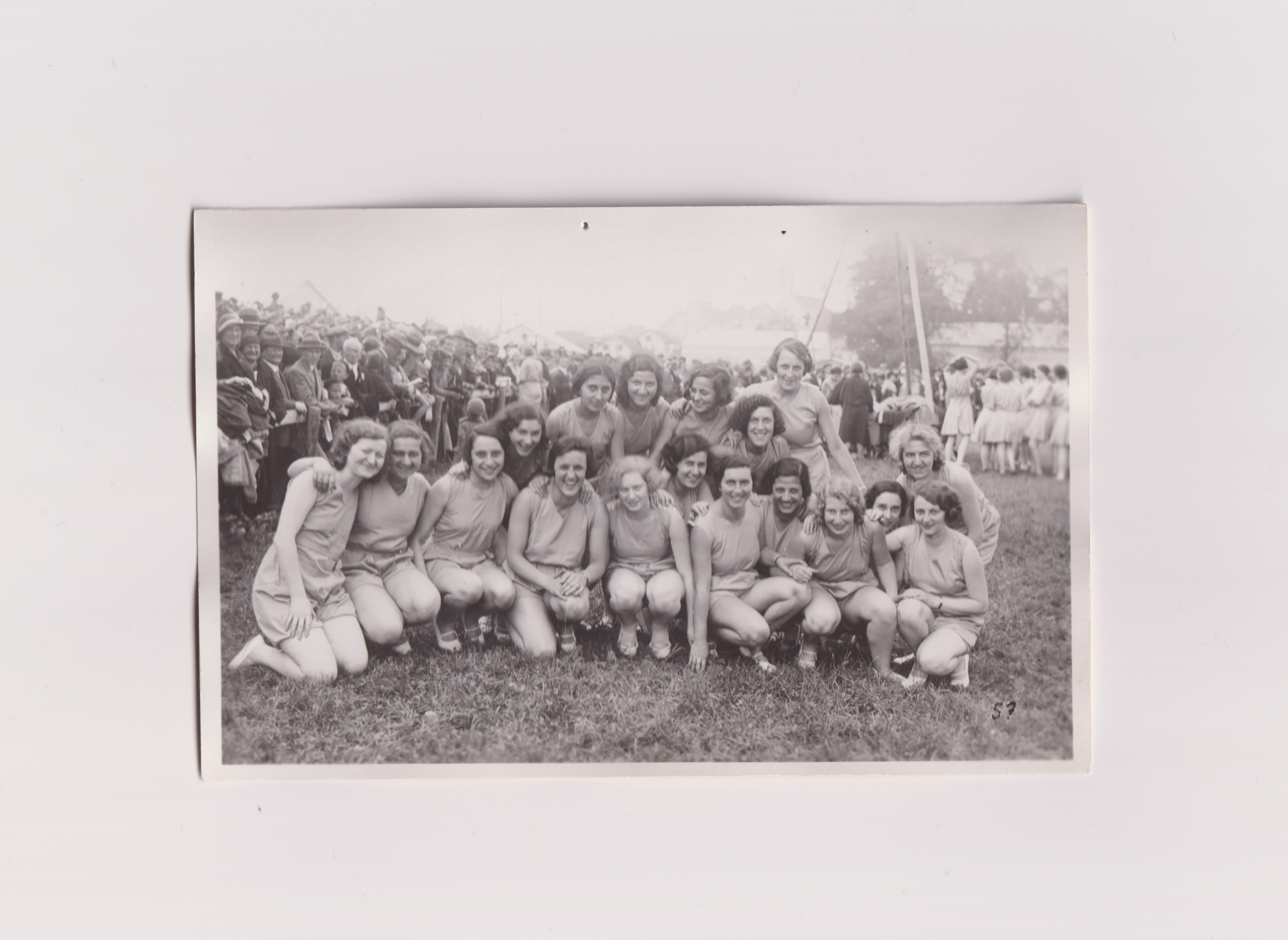
Die Damenriege des Jüdischen Turnvereins Basel, Foto aus der Sammlung des Jüdischen Museums der Schweiz

Nordau sah in der Förderung muskulöser, athletischer Juden einen Kontrapunkt zu solchen Darstellungen der Juden als schwaches Volk.
Zur Zeit von Nordaus Rede war die Idee des Muskelchristentums in verschiedenen christlichen Ländern bereits verbreitet, und Muskeljudentum hatte direkt praktischen Erfolg in unterschiedlichen jüdischen sportlichen Initiativen.
Obwohl das Muskeljudentum hauptsächlich von männlichen Juden praktiziert wurde, nahmen auch jüdische Frauen daran teil, vor allem bei Aktivitäten wie dem Turnen.

## Jüdische Sportler in Europa
Nordaus Philosophie fand Anklang. Zwischen 1896 und 1936 gewannen jüdische Athleten zum Beispiel bei den Olympischen Spielen überproportional viele Medaillen für Österreich im Vergleich zum Bevölkerungsanteil.
Nordaus Idee des Muskeljudentums inspirierte auch die Gründer von Hakoah Wien, einem Wiener Sportverein mit einer berühmten Fußballmannschaft. „Hakoah“ ist hebräisch für „die Stärke“. Die Hakoah-Spieler schmückten ihre Trikots mit jüdischen Symbolen wie dem Davidstern und übernahmen Spitznamen historischer jüdischer Militärführer wie Bar Kochba.
Unzählige Makkabi-Vereine unterstrichen den Erfolg des Muskeljudentums. Seit 1932 finden regelmäßig Makkabiaden statt, die größte internationale jüdische Sportveranstaltung, nach dem Vorbild der Olympischen Spiele.